# Bongzilla
Bongzilla – amerykański zespół metalowy założony w 1995 roku w Madison w stanie Wisconsin. Muzyka grupy jest określana jako stoner sludge metal. Teksty zespołu dotyczą palenia i legalizacji marihuany. Trzon zespołu stanowią: Mike "Muleboy" Makela – gitara elektryczna i wokal, Jeff "Spanky" Schultz – gitara elektryczna oraz Mike "Magma" Henry grający na perkusji. Skład uzupełnia Dave "Dixie" Collins grający na gitarze basowej.

## Muzycy

### Obecny skład zespołu
- Mike "Muleboy" Makela – gitara, śpiew
- Mike "Magma" Henry – perkusja
- Jeff "Spanky" Schultz – gitara
- Dave "Dixie" Collins – gitara basowa

### Byli członkowie zespołu
- Nate "Weed Dragon" Dethlefsen – gitara basowa
- Cooter Brown – gitara basowa

## Dyskografia
| Rok  | Tytuł                                        | Rodzaj wydawnictwa | Wytwórnia płytowa      | Notka                                                        |  |
| 1996 | Mixed Bag                                    | EP                 | Rhetoric Records       |                                                              |  |
| 1997 | "Budgun/THC"                                 | EP                 | Pinecone Records       | Wydano jako split z Meatjack                                 |  |
| 1998 | "Brownie/Gungeon"                            | EP                 | Rhetoric Records       | Wydano jako split z Cavity                                   |  |
| 1998 | "Witch Weed"                                 | EP                 | HG Fact Records        | Wydano jako split z Hellchild                                |  |
| 1998 | "Hemp for Victory"                           | EP                 | Thunder Lizard Records |                                                              |  |
| 1998 | Methods for Attaining Extreme Altitudes      | EP                 | Relapse Records        | Reedycja z 2007 roku wydana przez Modus Operandi             |  |
| 1999 | Stash                                        | Studyjny album     | Relapse Records        | Reedycja z 2007 roku wydana przez Relapse na Cd z Methods... |  |
| 2000 | Apogee                                       | Studyjny album     | Relapse Records        |                                                              |  |
| 2001 | Shake: The Singles                           | Kompilacja         | Barbarian Records      | Zawiera wcześniejsze EPki i niewydane kawałki                |  |
| 2002 | Gateway                                      | Studyjny album     | Relapse Records        |                                                              |  |
| 2004 | Live from the Relapse Contamination Festival | Koncertowy album   | Relapse Records        |                                                              |  |
| 2005 | Amerijuanican                                | Studyjny album     | Relapse Records        |                                                              |  |
| 2008 | Nuggets                                      | Kompilacja         | Barbarian Records      |                                                              |  |